# Ange Chibozo
Angel Josué Chibozo (Parakou, Benín, 1 de julio de 2003) es un futbolista beninés que juega como delantero en el Real Murcia Club de Fútbol de la Primera Federación, cedido por la Juventus F. C.

## Trayectoria
Con apenas 11 años se mudó a Italia en 2014, para jugar en las categorías inferiores del Inter de Milán. Tras tres temporadas en el conjunto milanés, en enero de 2017 se incorporó al fútbol base del Giana Erminio. En verano de 2017 firmó por la Juventus F. C. para jugar sus categorías inferiores.
El 9 de octubre de 2021 hizo su debut no oficial con el primer equipo en una victoria por 2-1 en un amistoso contra Alessandria, entró como suplente en el minuto 63 y anotó el gol de la victoria 30 minutos después. En la temporada 2021-22 ayudó al equipo juvenil de la a llegar a las semifinales de la Liga Juvenil de la UEFA 2021-22, su mejor puesto en la competición, con el que disputó ocho partidos. Terminó la temporada con 21 goles marcados entre liga y competición europea.
De cara a la campaña 2022-23 fichó en calidad de cedido por el Amiens S. C., con el que disputó 16 partidos de Ligue 2 y tres de Copa de Francia. La completó, también a préstamo, en el Real Murcia Club de Fútbol al que llegó el 31 de enero.

## Selección nacional
El 14 de marzo de 2022 recibió su primera convocatoria absoluta de la selección de fútbol de Benín. Hizo su debut internacional el 27 de marzo, con una victoria por 2-1 contra la selección de fútbol de Zambia.